# Camí de Reus a Prades
El Camí de Reus a Prades és un camí ancestral a la comarca del Baix Camp que unia, i uneix, les poblacions de Reus i Prades.

## Descripció
El camí surt de Reus en direcció a Castellvell, i en aquest tram també se'n diu Camí de Castellvell. Passat Castellmoster i el Picarany, segueix cap al Mas de Borbó, on el camí quasi toca l'alzina d'aquell mas, segueix cap al Coll de la Batalla, toca l'ermita del Mas de l'Anguera i s'enfila cap a la Serra de la Mussara pel coll de les Saleres. Fins a la Creu dels Noguers està senyalitzat com a Sender de Gran Recorregut, el GR 172, i en aquell punt, després de travessar el GR 7, enllaça amb el GR 65-5, que és la branca del Camí de Sant Jaume (GR 65) que, des de Tarragona, va a trobar el camí principal a Logronyo a través de l'antiga via romana que unia Tarragona amb Saragossa. Travessa els Motllats amb aquesta nova senyalització, passa a tocar el Picorandan, damunt de Capafonts, i pel Coll de Capafonts fa cap a la Font del cap del Pla, ja a les envistes de Prades. Entra al poble per la Creu del Camí de Reus. Alguns trams del camí mantenen l'antic empedrat d'època medieval.
Segons Andreu de Bofarull, el 1455 es va reparar el tram des de Reus fins al Coll de la Batalla.